# 栋布
栋布（法語：Dombes，法語發音：[dɔ̃b] ⓘ）是法国安省的一个历史悠久的传统地区，由冰碛高原和众多池塘组成。 
该地区与另外两个大型地区布雷斯和比热相邻。 